# Vilhelm Gillner
Vilhelm Gillner, född 2 september 1918 i Karlstad, död 20 maj 2002 i Göteborg, var en svensk botaniker. Han var son till Birger Gillner.
Gillner avlade filosofie kandidatexamen vid Göteborgs högskola 1942, filosofisk ämbetsexamen där 1943 och filosofie licentiatexamen i Uppsala 1949. Han var extra adjunkt vid Östra realskolan i Göteborg 1945–1947 och blev extra ordinarie adjunkt vid Folkskoleseminariet för kvinlliga elever i Göteborg 1949, lektor vid Göteborgs högre samskola 1952 samt extra ordinarie lektor vid Guldhedens folkskoleseminarium 1954. Gillner promoverades till filosofie doktor vid Uppsala universitet 1960. Han blev docent i växtbiologi vid Göteborgs universitet 1963 och lektor vid Lärarhögskolan i Göteborg 1968. Gillner blev ordförande i Göteborgs botaniska förening 1962. Bland hans skrifter märks Vegetations- und Standortsuntersuchungen in den Strandwiesen der schwedischen West-küste (doktorsavhandling 1960). Gillner vilar på Örgryte gamla kyrkogård.